# St. Valentin (Katzenthal)

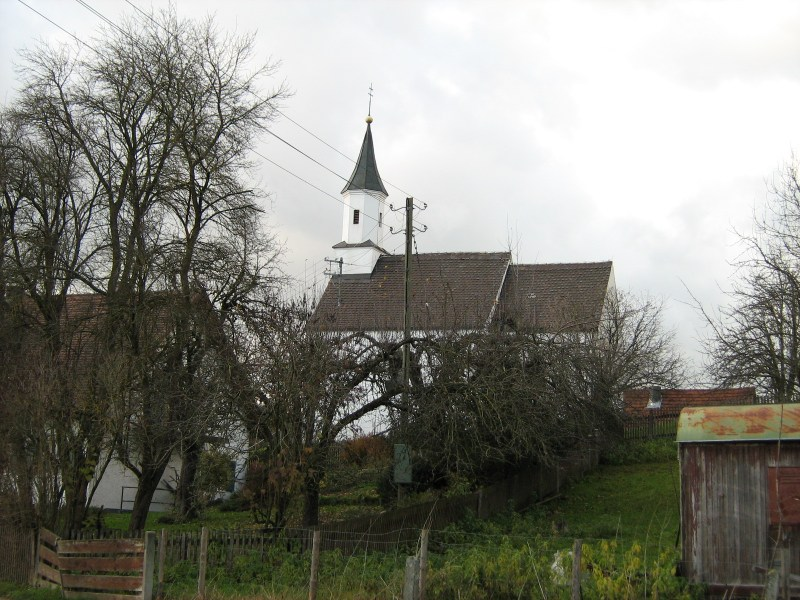
Kapelle St. Valentin in Katzenthal

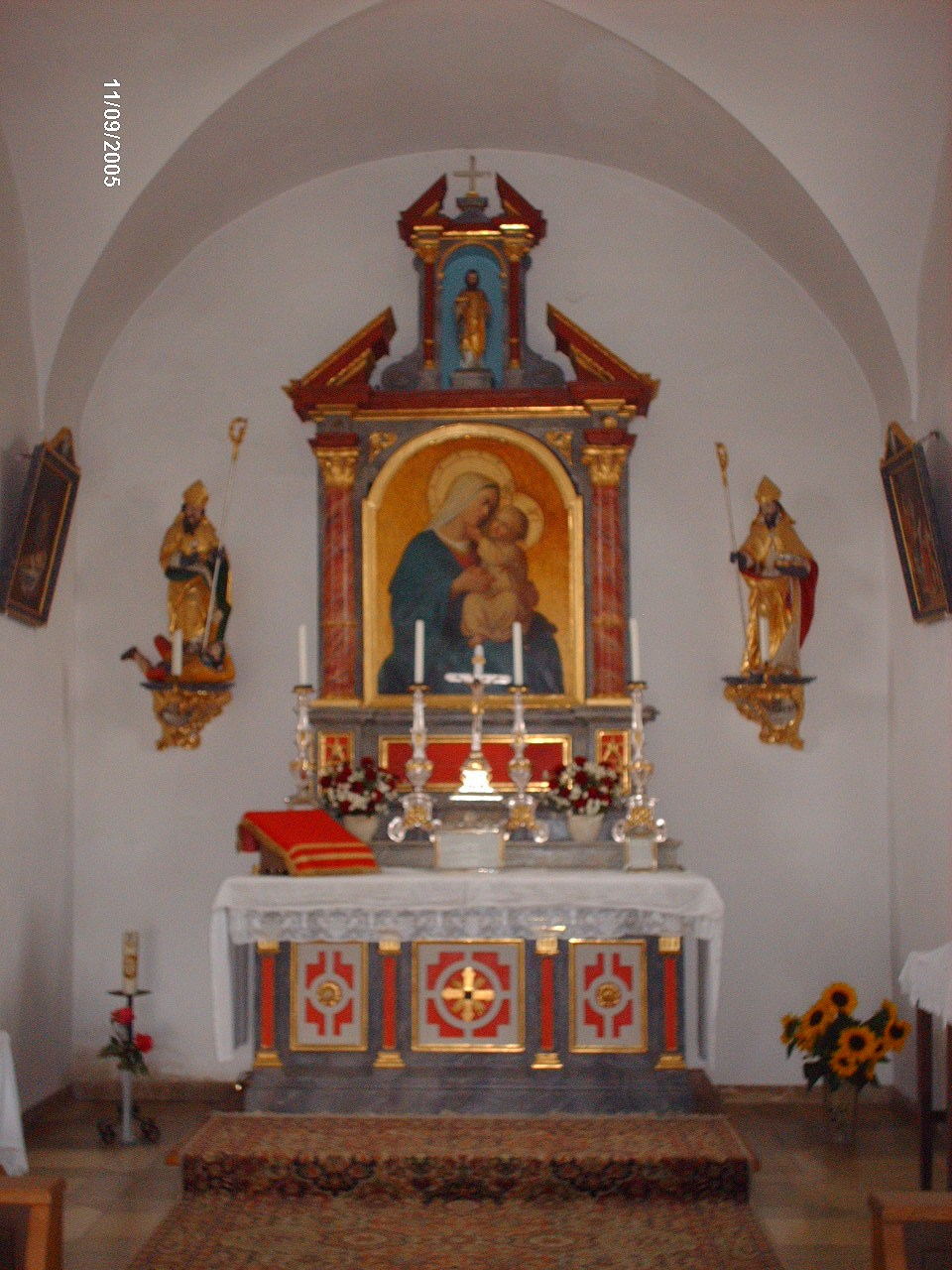
Altar

Die katholische Kapelle St. Valentin in Katzenthal, einem Gemeindeteil von Affing im schwäbischen Landkreis Aichach-Friedberg in Bayern, wurde im 17./18. Jahrhundert errichtet. Die Kapelle, beim Haus Nr. 2 gelegen, ist ein geschütztes Baudenkmal.
Der schlichte Rechteckbau mit eingezogenem Chor besitzt oben und unten eingezogene rundbogige Fenster. Das Alter der Kapelle ist nicht bekannt; der Chor ist vermutlich älter als das Langhaus. Bereits 1580 ist der heilige Valentin als Patron dokumentiert. An der Westseite wurde 1880 eine Empore mit gusseisernen Säulen aus der Gießerei Chr. Fischer in Augsburg errichtet. Der Dachreiter stammt ebenfalls aus dem Jahr 1880.
Der Altar aus dem 19. Jahrhundert besitzt ein Gemälde der Muttergottes mit Kind, das von Liberat Hundertpfund 1854 geschaffen wurde. Pfarrer Franz Sales Ott (1933–1971) ließ einen weißen Einsatz ergänzen, da ihm der Ausschnitt Marias zu freizügig erschien. Die Figuren der Heiligen Laurentius, Georg und Martin nehmen Bezug auf die Vornamen der damaligen Hofbesitzer und wurden ebenfalls von Ott beschafft.
Zwei Votivbilder erinnern an einzelne Wallfahrten zu der Kapelle.